# Cold Spring Harbor
Cold Spring Harbor – jednostka osadnicza w Stanach Zjednoczonych, w stanie Nowy Jork, w hrabstwie Suffolk.